# Аристарайн, Адольфо
Адо́льфо Аристара́йн (исп. Adolfo M. Aristarain y Taburri; род. 19 октября 1943, Буэнос-Айрес) — аргентинский и испанский кинорежиссёр и сценарист.

## Биография
Самоучка, заядлый читатель и киноман, овладел английским. Вел литературную передачу на Национальном радио, работал в бразильском и аргентинском кино монтажёром и звукооператором. В 1967—1974 жил в Мадриде, после смерти Хуана Перона вернулся на родину. С начала 1970-х систематически выступал ассистентом режиссёра, работал с Висенте Арандой, Серджо Леоне и др. Первый самостоятельный фильм снял в 1978 году.
В 2003 году получил испанское гражданство. Работает в Аргентине, Испании, США, чаще всего — с одной группой актёров, среди которых Сесилия Рот, Хуан Диего Ботто и др.

## Фильмография
- La Parte del león (1978)
- La Discoteca del amor (1980)
- La Playa del amor (1980)
- «Время реванша» (Tiempo de revancha, 1982), Серебряный кондор Аргентинской ассоциации кинокритиков за лучшую режиссуру и лучший сценарий, премия критики на фестивале детективного фильма в г. Коньяк, первая премия на КФ в Гаване, Большая премия Северной и Южной Америки на фестивале в Монреале)
- Últimos días de la victima (1983, Серебряный кондор Аргентинской ассоциации кинокритиков за лучшую режиссуру и лучший сценарий,)
- The Stranger (1987)
- «Место на земле» (Un lugar en el mundo, 1993), Серебряный кондор Аргентинской ассоциации кинокритиков за лучшую режиссуру и лучший сценарий, премия Гойя за лучший иностранный фильм на испанском языке, премия зрительских симпатий на МКФ во Фрибуре, премия зрительских симпатий на КФ трёх континентов в Нанте, «Золотая раковина» на Сан-Себастьянском МКФ и др. награды)
- «Закон границы» (La Ley de la frontera, 1995)
- «Мартин А.» (Martín (Hache), 1997), Серебряный кондор Аргентинской ассоциации кинокритиков за лучшую режиссуру, номинация на Серебряного кондора за лучший сценарий, премия Песталоцци на МКФ во Фрибуре, премия за режиссуру и ещё две премии на КФ в Гаване, премия зрительских симпатий на КФ в Осло и др. награды)
- «Публичные места» (Lugares comunes, 2002), номинации на Серебряного кондора за лучшую режиссуру и лучший сценарий, премия «Гойя» за лучший сценарий, премия зрительских симпатий на МКФ во Фрибуре, три премии на КФ в Гаване, «Золотая раковина» на МКФ в Сан-Себастьяне за лучший сценарий)
- «Рома» (Roma, 2005), Серебряный кондор Аргентинской ассоциации кинокритиков за лучшую режиссуру, номинация на Серебряного кондора за лучший сценарий, премия за лучший сценарий и премия зрительских симпатий на КФ в Гаване, номинация на «Золотую раковину» МКФ в Сан-Себастьяне и др. награды)

## Признание
Член Испанской академии, вице-президент Союза кинорежиссёров Аргентины.